# ابوالفتوح علوی
سید ابوالفتوح علوی روزنامه‌نگار و نماینده اردبیل و خلخال در دوره پنجم مجلس شورای ملی بود.
او اهل خلخال بود و تحصیلات خود را در زادگاهش آغاز کرد و در استانبول ادامه داد. در این شهر با مشروطه خواهانی چون سید عبدالکریم، محمدعلی تربیت و سید حسن تقی‌زاده همکاری کرد. پس از بازگشت به ایران با شیخ محمد خیابانی در تبریز همراه شد و از نخستین شمارهٔ روزنامه تجدد (پانزدهم فروردین ۱۲۹۶) که خیابانی منتشر کرد، در این روزنامه قلم می‌زد.
سید ابوالفتوح علوی در دوره پنجم مجلس شورای ملی، پس از رد اعتبارنامه میرزا ابوالحسن ناصر سیف در انتخابات میاندوره‌ای به نمایندگی اردبیل و خلخال انتخاب و در ماه‌های پایانی این دوره به مجلس وارد شد مجلس پنجم به انتقال سلطنت از دودمان قاجار به خاندان پهلوی رأی داد و سید ابوالفتوح علوی در آذر ۱۳۰۴ به نمایندگی در مجلس مؤسسان انتخاب شد که با تغییراتی در قانون اساسی به این انتقال سلطنت و برپایی فرمانروایی پهلوی رسمیت بخشید. او در دوره هفتم نیز نامزد نمایندگی مجلس شد اما رأی نیاورد.